# 26314 Škvorecký
26314 Škvorecký là một tiểu hành tinh vành đai chính với chu kỳ quỹ đạo là 1474.3181156 ngày (4.04 năm).
Nó được phát hiện ngày 16 tháng 10 năm 1998.